# Adalbert Seitz
Adalbert Seitz, nome completo Friedrich Joseph Adalbert Seitz, (24 de fevereiro de 1860 em Mainz - 5 de março de 1938 em Darmstadt)
No início de sua carreira, ele estudou borboletas no Brasil e, mais tarde, foi diretor do zoológico de Frankfurt.
A sua coleção particular é conservada em Forschungsinstitut und Naturmuseum Senckenberg.